# گوادلوپ
گوادلوپ (گوادو لوپ هم نوشته‌اند) (به فرانسوی: Guadeloupe) مجمع‌الجزایری است واقع در غرب اقیانوس اطلس در دریای کارائیب، جنوب مونتسرات و شمال دومینیکا.
این مجمع‌الجزایر یکی از پنج شهرستان فرادریایی فرانسه به‌شمار می‌رود. کنفرانس سرنوشت‌ساز گوادولوپ در این مجمع‌الجزایر برگزار شد.
این مجمع‌الجزایر بخشی از آنتیل کوچک است.

## تاریخ
مجمع‌الجزایر گوادلوپ برای اولین بار توسط کریستوف کلمب در سال ۱۴۹۳ میلادی کشف شد و آن را کاروکرا (Karukera) یا " جزیرهٔ آبهای زیبا " نامید.
در سال ۱۶۳۵ گوادلوپ توسط فرانسویان تسخیر شد. مدتی نیز بریتانیا بر آن تسلط داشت؛ ولی از سال ۱۹۴۶ مجمع‌الجزایر گوادلوپ به صورت یکی از شهرستان‌های فرادریایی فرانسه درآمد.

## سیاست
از سال ۲۰۰۶ میلادی، ژان ژاک بروت به عنوان حاکم این مجمع‌الجزایر برگزیده شد.

## جغرافیا
پایتخت مجمع‌الجزایر گوادلوپ، شهر باس-تر (Basse-Terre) است که جمعیت آن در سرشماری سال ۲۰۱۳ برابر با ۱۱٬۳۹۵ نفر اعلام شده‌است.
مساحت گوادلوپ ۱٬۶۲۸ کیلومتر مربع و جمعیت آن مطابق با سرشماری سال ۲۰۱۳ میلادی برابر با ۴۰۲٬۱۱۹ نفر بوده‌است.
از مهم‌ترین جزایر گوادلوپ می‌توان به جزایر دو قوی باستر (Basse-Terre) و گرانده تر (Grande-Terre) و شش جزیرهٔ ماری گالانته (Marie-Galante)، لس ساینتس (Les Saintes)، لا دسیرت (La Désirade)، سنت بارتلمی (St. Barthélemy)، سنت مارتین (St. Martin) و لا گرانده سوفیره (La Grande Soufrière) اشاره کرد.

### پوشش جانوری
از جمله جانوران بومی این منطقه می‌توان به آنول پلنگی اشاره کرد.

### پوشش انسانی
۷۲٪ از مردم گوادلوپ را سیاه‌پوستان، ۱۴٪ را هندی‌ها، ۹٪ را سفیدپوستان، ۲٪ را لبنانی‌ها و ۱٪ را چینی‌ها تشکیل می‌دهند. دین ۸۶٪ از اهالی گوادلوپ، کاتولیک است و ۵٪ از آن‌ها پروتستان هستند. دین حدود ۴٪ از آن‌ها هندوئیسم می‌باشد.
زبان رسمی گوادلوپ، فرانسوی است.

## اقتصاد
واحد پول گوادلوپ، یورو است. توریسم از مهم‌ترین صنایع در گوادلوپ محسوب می‌شود.
گوادلوپ فاقد پرچم رسمی است و از پرچم فرانسه استفاده می‌کند.

## شهرهای مهم
- باس-تر